# 青淵回顧録
『青淵回顧録』（せいえんかいころく）は、渋沢栄一の代表的な回顧録である。
編者小貫修一郎は渋沢に私淑し、10年近く談話を筆記編集した。そして渋沢の証言の形で、その生涯を概観できる書籍とした。
しかし渋沢は多忙の為、到底原稿に目を通す余暇なく、「文責は編纂者にある事を明かにしてくれ」という条件で出版許可を得たと小貫の前文にある。
渋沢自身の回顧談以外に『青淵先生六十年史』など多くの資料を引用している事も特徴である。

## 内容
少年時代の回顧
1840年    武蔵国（現在の埼玉県深谷市）に生まれる。
1853年   家業（農耕、養蚕、藍玉製造）を助けて働く。
発憤の動機と江戸遊学
1861、1863年、江戸の海保漁村塾に行き交友を広げる。
討幕の義挙を企てた頃
1863年    攘夷のため高崎城占領と横浜焼き討ちを計画。しかし八月政変前後の京都を見てきた尾高長七郎の説得で断念。
一橋家仕官時代
1864年    京都で平岡円四郎の薦めにより一橋慶喜に仕える。
一橋家財政改革の前後
1865年    歩兵取立御用掛、勘定組頭となり一橋家の財政充実に働く。
煩悶懊悩時代の回顧
1866年    慶喜が将軍になり、栄一は幕臣になる。陸軍奉行支配調役。
幕末見聞鎖談
薩摩の折田要蔵に密着し情勢を探る。蛤門事変。天狗党の乱。
外国の異風異俗
1867年   徳川昭武に従い洋行。スエズ運河は掘削中で、紅海のスエズから汽車でアレクサンドリアへ行った。
仏都巴里を踏んで
パリ万国博覧会 (1867年)。パリに来ていたアレクサンドル2世 (ロシア皇帝)が狙撃された。
留学時代の回顧
フランスの株式会社組織を学ぶ。渋沢も鉄道の株を買って利益を得た。
欧州各国視察見聞記
博覧会の後、8-11月にスイス、オランダ、ベルギー、イタリア、イギリスを見学。
帰朝当時の事情と進退
1868年    幕府が瓦解。朝廷の命令で日本に帰る。静岡藩の勘定組頭を辞退。一種の株式会社、商法会所を設立。
明治政府仕官時代
1869年    大隈重信の説得で民部省の租税正（現在の主税局長相当）になる。改正局を設置、改正掛長を兼任。
1870年    改正局で租税金納、貨幣、度量衡制度などの改正案を作成。
1871年    廃藩置県。藩札引き換え。井上馨の下で大蔵大丞となる。予算配分について大蔵卿の大久保利通に反論。紙幣頭を兼任。
1872年    大蔵少輔事務取扱（現在の大蔵次官相当）。地租改正局設置。第一国立銀行設立準備。
退官前後の事情
1873年    大蔵大輔井上馨が辞任。渋沢も大蔵省を辞任。予算作成についての建白書を提出。
三条岩倉両公と勝海舟
高潔円満な三条実美公、智略に富んだ岩倉具視公、決断力の勝海舟。
維新三傑と江藤副島
司法卿江藤新平は韓非子を愛読した。外務卿副島種臣とは台湾出兵について激論。
第一銀行創立の前後
1873年 第一国立銀行の総監となる。1875年 同銀行の頭取。（2002年 みずほ銀行）
東京銀行集会所の濫觴
1877年 銀行団体の択善会を組織。1880年 東京銀行集会所。（1945年 東京銀行協会）
東京商業会議所の由来
1872年 江戸町会所が東京会議所になる。1876年 渋沢は東京会議所会頭。1878年 東京商法会議所会頭。（1928年 東京商工会議所）
実業教育の創始と沿革
1875年 森有礼が商法講習所をはじめる。東京会議所が管理。1884年 農商務省の管理になり東京商業学校。（1949年 一橋大学）
東京市養育院の沿革
1872年 町会所の共有金で窮民を本郷へ収容。1873年 上野の護国院が東京養育院になる。東京会議所の管理で渋沢が事務。1879年院長。1890年から東京市が管理。（2009年 東京都健康長寿医療センター）
株式取引所創立と私の態度
1874年 株式取引条例制定。1878年 東京株式取引所設立、創業事務。設立後は関係を断ち、1881年に大株主もやめた。
我国海運事業の今昔
1882年 共同運輸会社の創立発起人。岩崎弥太郎の三菱商会と競争。1885年 岩崎死後、三菱と共同が合併し日本郵船会社。
人肥会社と理化学研究所
高峰譲吉の依頼で1887年、東京人造肥料創立委員長（1945年日産化学）。1917年 理化学研究所設立者総代。
私の危難と水道鉄管事件
水道管は外国製を使うべしと渋沢は主張。この理由で1892年に馬車で通行中に襲撃を受けた。
今昔の感に堪へぬ瓦斯と電気
東京瓦斯（ガス）局が民間に払い下げされ、1885年 東京瓦斯会社創立委員長。1886年 東京電灯会社設立発起人。
洋紙製造事業と私との因縁
1872年 抄紙会社設立。1873年 渋沢が社務。1893年 王子製紙と改称。
我国鉄道と保険業の発祥
1884年 日本鉄道会社理事。1889年 東京・青森間が開通（1906年 国有化）。1879年 東京海上保険創立発起人総代、相談役。
我国紡績業創設の回顧
1882年 大阪紡績会社創立、相談役。1883年 同工場が完成開業。1914年 三重紡績と合併し東洋紡績となる。
煉瓦及びセメント事業の変遷
1887年 日本煉瓦製造会社創立理事長。1898年 浅野総一郎へのセメント製造業払い下げを支援。
北海道開拓と炭礦及び麦酒業
1889年 北海道炭礦鉄道設立発起人（1906年国有化、函館本線）。官営ビール事業を引き継ぎ、1888年 札幌麦酒会社の創立委員長（1964年 サッポロビール）。
金融逼迫時代と幣制改革問題
1887-9年の投資バブルの反動で1890-2年の不況。1897年 松方の金本位制導入に渋沢は時期尚早と反対した。
還暦を迎へて
1900年 還暦。中外物価新報に野崎広太が祝辞。
授爵の恩命に浴す
1900年 男爵。躊躇したが、我が国の商工業の地位と信用の証拠であると解釈して受爵した。1920年 子爵。
欧米漫遊の旅路へ
1902年 兼子夫人と欧米旅行。ルーズベルト大統領と会見。活気あふるる米国と模範的工業国のドイツが先進工業国。
大患に罹った思出
1904年 発熱。ベルツや高木兼寛も診察。中耳炎から肺炎となり半年静養。
帝国劇場の創立
1890年 帝国ホテル開業、発起人総代。1907年 帝国劇場会社創立委員長、1911年完成。
朝鮮に於ける銀行事業
1878年 第一国立銀行釜山支店開業。1905年 事実上の朝鮮中央銀行になる。1909年 新設の韓国銀行（1911年朝鮮銀行）に中央銀行業務を移管。
朝鮮鉄道創設の由来
1896年 ソウル・釜山間の京釜鉄道発起人。1900年 ソウル・仁川間の京仁鉄道開通。1908年 京釜鉄道が開通。
経済上より見たる歴代内閣
1885年 松方は兌換紙幣である日本銀行券を発行開始。1889年 それまでの他銀行紙幣を廃止。1897年 金本位制。1904年 日露戦争で財政膨張。
伊藤博文公と政党組織事情
1898年 伊藤が政友会を組織。これを勧めたのが渋沢。ただし渋沢は政友会に参加せず伊藤に責められた。
進退を共にした井上馨候
1901年 幻の井上内閣。渋沢が蔵相を固辞し流産した。1903年 日露戦争を控えて京釜鉄道建設を井上が後援。
私の見た原・大隈・山県の三氏
実行の人原敬。大風呂敷の大隈重信。何事にも一言ある山県有朋。
松方海東老公の思出
大隈バブルの後、松方正義は1881年に緊縮財政で不換紙幣を整理。1882年 日本銀行を創立し通貨を統一。1887年 金本位制を導入。
益田孝男と福地桜痴居士
1876年 益田孝が中外物価新報を創刊。印刷販売は日報社（社長は福地源一郎）。1889年 中外商業新報と改題。（1946年日本経済新聞）
銀行家 佐々木勇之助氏
佐々木勇之助は1873年第一国立銀行創立時からの社員。1906年 取締役支配人。1916年 渋沢引退後の頭取。
実業界引退の回顧
1916年 第一銀行の頭取をはじめ、あらゆる役職をやめて実業会を引退。
第四回目の米国訪問
1916年 日米関係委員会結成。1921年 ワシントン会議 (1922年)にあわせて渡米。加藤友三郎、幣原喜重郎らの軍縮会議外交団に進言。
米国大実業家の印象
シチルマン、ハリマン、ブレジー、クラーク、ヒル、ハインズ、ワナメーカー、ロックフェラー
印象に残る米国の人々
ルーズベルト大統領、タフト大統領、スタンフォード大のジョルダン、ボストン大のエリオット、米国大使バンクロフト
欧州大戦と国際連盟
1914-9年 第一次世界大戦。1920年 国際連盟成立。それを支援する民間組織、国際連盟協会を設立、会長。
帝都を焦尽した大震火災
1923年 関東大震災。復興のため大震災善後会を結成、副会長。
排日問題と国民外交
1909年 渡米実業団が訪米視察。1916年 日米関係委員会組織、常務委員。残念ながら1924年に排日移民法が成立。
大正天皇の追悼
1926年 大正天皇崩御。その皇太子時代、1909年に早稲田大学を御訪問、案内した渋沢は経済について諮問された。
田園都市創設の由来
住宅地区と商業地区の分離を目的に、1918年 田園都市株式会社発起人。（1942年 東京急行電鉄）
米寿を迎へた喜び
1928年 88歳の米寿。その前年にこの『青淵回顧録』が出版された。

## 渋沢栄一自叙伝
『渋沢栄一自叙伝』は『青淵回顧録』の渋沢死後の改訂版である。
『回顧録』になかった最終章「晩年の渋沢翁」（渋沢翁頌徳会版では「聖恩を感偑長命を喜ぶ」に改題）を追加し、『回顧録』の400p余の「付録」を除いた。

### 出版史
- 1937年12月 偉人烈士伝編纂所から初版。（各章題は『青淵回顧録』と同じ。）
- 1938年2月 渋沢翁頌徳会から再版[3]。（章題を全面改訂。）
- 1998年11月 大空社「近代日本企業家伝叢書 第9巻」として、渋沢翁頌徳会の刊行版が復刊。

新版
- 『渋沢栄一自伝　雨夜譚・青淵回顧録〈抄〉』 井上潤（渋沢史料館館長）解説、角川ソフィア文庫、2020年